# 伊勢市立神社小学校
伊勢市立神社小学校（いせしりつ かみやしろしょうがっこう）は、かつて三重県伊勢市神社港にあった公立小学校である。

## 概要
- 校地面積：11,453m2
- 構成
  - 校舎：鉄筋コンクリート4階建て 面積 3,482m2
  - 運動場：面積 5,100m2
  - 屋内運動場：面積 680m2
  - プール：面積 975m2、メインプールとベビープールがある。

## 沿革
- 1874年（明治7年）4月 - 神社（かみやしろ）の善応寺跡（現在は清雲院）に神社学校を開設する。
- 1875年（明治8年）4月 - 小木・竹ヶ鼻両区で勾浜学校、下野で下野学校、馬瀬で馬瀬学校（学級別寺子屋学校）を開設する。
- 1881年（明治14年）7月 - 学区改正により、神社・竹ヶ鼻・下野・小木・一色で第5学区とし、馬瀬は大湊学区に所属した。
- 1883年（明治16年）2月 - 神社学校に勾浜学校・下野学校を合併し、2教室を増築する。
- 1887年（明治20年）3月 - 神社尋常小学校を設置し、温習科を併置、図画科が加わる。
- 1888年（明治21年）4月 - 馬瀬学区を合併する。
- 1892年（明治25年）11月 - 修業年限を4ヶ年とする。
- 1897年（明治30年）5月 - 現在地に校舎を新築移転する。
- 1900年（明治33年）4月 - 修業年限4ヶ年の高等科を併置し、神社尋常高等小学校と改称する。
- 1904年（明治37年）4月 - 高等科に農業科を課する。
- 1908年（明治41年）4月 - 修業年限が尋常科6ヶ年、高等科2ヶ年となる。
- 1909年（明治42年） - 4教室を増築、校舎東の田を埋立し、運動場を拡張する。
- 1912年（明治45年）4月 - 農業科を廃止、商業科を加設、手工科が認可される。
- 1915年（大正4年）11月 - 学校北側の馬瀬川沿岸を埋立し、第2運動場に拡張する。
- 1914年（大正13年）4月 - 2教室と便所を増築、第2運動場の東を拡張する。
- 1932年（昭和7年）7月 - 第1運動場東の田を埋立し、拡張する。
- 1933年（昭和8年）4月 - 尋常科への手工科加設が認可される。第2校舎跡に6教室を増設する。
- 1941年（昭和16年）4月 - 国民学校令の施行に伴い、神社町国民学校と改称する。
- 1941年（昭和16年）5月5日 - 神社町が宇治山田市に編入されるのに伴い、宇治山田市神社国民学校と改称する。
- 1947年（昭和22年）4月 - 学校教育法の施行に伴い、宇治山田市立神社小学校と改称する。給食室を設置する。
- 1951年（昭和26年）7月 - 校舎改築の第1期工事（4教室増築）が竣工する。
- 1954年（昭和29年）8月 - 校舎改築の第2期工事（8教室増築）が竣工する。
- 1955年（昭和30年）1月1日 - 市名改称に伴い、伊勢市立神社小学校と改称する。
- 1979年（昭和54年）8月 - 新校舎が完成する。
- 1982年（昭和57年）3月 - 屋内運動場が完成する。
- 1985年（昭和60年）4月 - 学級増の為、特別教室を普通教室へ改装する。
- 1987年（昭和62年）3月 - 特別教室（図工科、家庭科）を増築、家庭科教室を普通教室へ改装、保健室を復元する。
- 1991年（平成3年）2月 - 伊勢市立神社幼稚園の移転に伴い、運動場を拡張する。
- 1991年（平成3年）8月 - プールが完成する。
- 2005年（平成17年）4月 - 3学期制から2学期制へ移行する。
- 2021年（令和3年）3月21日 - 閉校式
  - 3月31日 - 閉校。
  - 4月1日 - 伊勢市立大湊小学校と統合し、伊勢市立みなと小学校が設立。

## 周辺
- 伊勢市立神社幼稚園
- 伊勢市役所 神社支所
- 伊勢神社郵便局
- 伊勢市立港中学校
- 御食神社

## 学校区
- 神社港
- 竹ヶ鼻町
- 小木町
- 馬瀬町
- 下野町
- 大湊町の一部

## 卒業生の進路
多くは伊勢市立港中学校に進学した。

## 交通アクセス
- 三重交通バス 伊勢市駅より「一色町」行き乗車、「神社港」下車徒歩約3分